# Лорейн (тауншип, Миннесота)
Лорейн (англ. Lorain) — тауншип в округе Ноблс, Миннесота, США. На 2000 год его население составило 278 человек.

## География
По данным Бюро переписи населения США площадь тауншипа составляет 90,9 км², из которых 90,2 км² занимает суша, а 0,8 км² — вода (0,83 %).

## Демография
По данным переписи населения 2000 года здесь находились 278 человек, 111 домохозяйств и 89 семей.  Плотность населения —  3,1 чел./км².  На территории тауншипа расположено 117 построек со средней плотностью 1,3 построек на один квадратный километр. Расовый состав населения: 99,64 % белых и 0,36 % коренных американцев. Испанцы или латиноамериканцы любой расы составляли 0,36 % от популяции тауншипа.
Из 111 домохозяйств в 24,3 % воспитывались дети до 18 лет, в 74,8 % проживали супружеские пары, в 2,7 % проживали незамужние женщины и в 19,8 % домохозяйств проживали несемейные люди. 18,9 % домохозяйств состояли из одного человека, при том 6,3% из — одиноких пожилых людей старше 65 лет. Средний размер домохозяйства — 2,50, а семьи — 2,85 человека.
20,1 % населения младше 18 лет, 8,3 % в возрасте от 18 до 24 лет, 21,9 % от 25 до 44, 32,7 % от 45 до 64 и 16,9 % старше 65 лет. Средний возраст — 44 года. На каждые 100 женщин приходилось 102,9 мужчин.  На каждые 100 женщин старше 18 приходилось 105,6 мужчин.
Средний годовой доход домохозяйства составлял 39 821 доллар, а средний годовой доход семьи —  45 417 долларов. Средний доход мужчин —  30 000  долларов, в то время как у женщин — 18 125. Доход на душу населения составил 17 109 долларов. За чертой бедности находились 4,8 % семей и 7,2 % всего населения тауншипа, из которых 5,5 % младше 18 и 10,9 % старше 65 лет.